# Oribotritia tokukoae
Oribotritia tokukoae är en kvalsterart som beskrevs av Aoki 1973. Oribotritia tokukoae ingår i släktet Oribotritia och familjen Oribotritiidae. Inga underarter finns listade i Catalogue of Life.